# Мел Перселл
Мел Перселл (англ. Mel Purcell; нар. 18 липня 1959) — колишній американський тенісист.
Найвищу одиночну позицію світового рейтингу — 21 місце досяг 3 листопада, 1980, парну — 47 місце — 20 серпня, 1984 року.
Здобув 3 одиночні та 4 парні титули.
Найвищим досягненням на турнірах Великого шолома були чвертьфінали в одиночному та парному розрядах.
Завершив кар'єру 1988 року.

## Фінали за кар'єру

### Одиночний розряд (3 перемоги)
| Результат | W/L | Дата     | Турнір             | Покриття | Суперник       | Рахунок       |
| --------- | --- | -------- | ------------------ | -------- | -------------- | ------------- |
| Перемога  | 1–0 | Бер 1981 | Тампа, США         | Тверде   | Джефф Боров'як | 4–6, 6–4, 6–3 |
| Перемога  | 2–0 | Сер 1981 | Атланта, США       | Тверде   | Жіль Мореттон  | 6–4, 6–2      |
| Перемога  | 3–0 | Жов 1981 | Тель-Авів, Ізраїль | Тверде   | Пер Єртквіст   | 6–1, 6–1      |

### Парний розряд (4 перемоги)
| Результат | W/L | Дата     | Турнір                | Покриття  | Партнер       | Суперники                           | Рахунок  |
| --------- | --- | -------- | --------------------- | --------- | ------------- | ----------------------------------- | -------- |
| Перемога  | 1–0 | Січ 1982 | Delray Beach WCT, США | Ґрунт     | Еліот Телчер  | Томаш Шмід Балаж Тароці             | 6–4, 7–6 |
| Перемога  | 2–0 | Тра 1982 | Мюнхен, Німеччина     | Ґрунт     | Чіп Гупер     | Тіан Вільюн Дані Віссер             | 6–4, 7–6 |
| Перемога  | 3–0 | Жов 1983 | Відень, Австрія       | Килим (i) | Стен Сміт     | Маркос Хосевар Кассіу Мотта         | 6–3, 6–4 |
| Перемога  | 4–0 | Жов 1987 | Відень, Австрія       | Килим (i) | Тім Вілкінсон | Еміліо Санчес Вікаріо Хав'єр Санчес | 6–3, 7–5 |